# Vandområdeplaner
Vandplanerne eller Vandområdeplanerne er samlet en plan for at forbedre det danske vandmiljø. De skal sikre renere vand i Danmarks søer, vandløb, kystvande og grundvand i overensstemmelse med EU's vandrammedirektiv fra 2000. Direktivet skal som udgangspunkt være opfyldt i december 2015, men direktivet giver dog mulighed for fristforlængelser frem til 2027, ligesom visse undtagelser og fravigelser kan opretholdes så længe betingelserne er til stede.
Oprindeligt blev dele af EU’s vandrammedirektiv implementeret i den danske lovgivning ved Lov om miljømål m.v. for vandforekomster og internationale naturbeskyttelsesområder (Miljømålsloven) i 2003, men flere af miljømålslovens bestemmelser blev afløst af Lov om vandplanlægning i 2013. Miljømålsloven vil for fremtiden angå Natura-2000 planlægningen, mens fastsættelsen af miljømål for vandforekomster for den anden planperiode og de efterfølgende planperioder vil ske med hjemmel i Lov om vandplanlægning samt flere bekendtgørelser.
I Danmark er det Miljø- og Fødevareministeriet, som varetager arbejdet med implementeringen af vandrammedirektivet og udarbejdelsen af vandområdeplaner.
Vandrådene har til formål at styrke interessentinddragelsen og inddrage det lokale kendskab i vandområdeplanerne. De første vandråd blev nedsat i 2014 for hvert af de 23 hovedvandoplande, hvor de gav operationelle bidrag til indsatsprogrammet for vandløb, som blev indarbejdet stort set direkte i vandområdeplaner 2015-2021. Vandrådene blev igen i 2017 nedsat for at bidrage til kvalificering af afgrænsningen af vandløbene i vandområdeplanerne 2015-2021 samt i udpegningen af vandløb som kunstige og stærkt modificerede. Vandrådene blev atter nedsat i 2019-2020.
Vandplanerne i regi af vandrammedirektivet afløser de danske vandmiljøplaner. Den første danske vandmiljøplan (VMP1) blev vedtaget i 1987. Vandplanerne kaldes Vandplaner 2009-2015, mens de efterfølgende kaldes Vandområdeplaner 2015-2021 og Vandområdeplaner 2021-2027.

## Udarbejdelse og høringer
Danmark blev efter miljømålsloven i 2003 inddelt i 13 vanddistrikter, men med revisionen af miljømålsloven i 2009 ændredes dette til 4 vanddistrikter, og med revisionen af miljømålsloven i 2010 underopdeles de 4 vanddistrikter i hovedvandsoplande. Med Lov om vandplanlægning i 2013 skiftede de 4 vanddistrikter navn til vandområdedistrikter med tilhørende hovedvandoplande.
Miljøministeriet for hver af de seks år lange planperioder udarbejdet vandplaner for hver af de 23 hovedvandoplande, som samlet indgår i Danmarks 4 vanddistrikter/vandområdedistrikter: Jylland og Fyn, Sjælland, Bornholm og internationalt vanddistrikt.
Hver vandplan opstiller mål for, hvordan miljøtilstanden skal være i områdets søer, vandløb, kystvande og grundvand. Til alle planer er der knyttet et program, som beskriver den indsats og de virkemidler der kan bruges for at opnå målene. Planer og indsats er koordineret med arbejdet omkring Natura 2000-planerne for de Internationale naturbeskyttelsesområder i Danmark.
Ifølge vandrammedirektivet skal vandplanerne revideres senest hver sjette år. Første planperiode løber fra december 2009 til december 2015. Anden og tredje planperiode løber i perioden 2015-2021 og 2021-2027.

### Vandplaner 2009-2015
Vandplanerne for første planperiode 2009-2015 blev forsinket. Forud for udarbejdelsen af vandplanerne foregik i 2005/06 en såkaldt basisanalyse, selve udarbejdelsen af vandplanerne blev indledt i juni 2007 med en idéfase. Planerne blev oprindeligt vedtaget i 2011 efter en seks måneder lang offentlig høring og en efterfølgende supplerende høring på otte dage. Vandplanen blev imidlertid underkendt af Natur- og Miljøklagenævnet i december 2012, da nævnet fandt, at fristen på de otte dage for den supplerende høring var for kort. Konsekvenserne af afgørelsen var, at vandplanerne blev erklæret ugyldige. Naturstyrelsen opdaterede derfor i foråret 2013 vandplanerne og sendte dem i en fornyet offentlig høring. Høringen løb fra den 21. juni 2013 og 6 måneder frem til den 23. december 2013. Naturstyrelsen behandlede herefter de indkomne høringssvar, hvorefter planerne blev sendt i en fornyet supplerende høring på 8 uger henover sommeren 2014. På baggrund heraf blev vandplan 2009-2015 tilrettet en sidste gang i efteråret 2014. Miljøministeren godkendte den i oktober 2014.
Vandplan 2009-2015 påbegyndte en indsats på mange områder.
Det gælder danske vandløb:
- ca. 450 km vandløb restaureres.
- ca. 150 km vandløb, der tidligere var gemt væk i rør, åbnes op.
- ca. 1.330 spærringer fjernes, så der gives bedre passage for fisk og andre dyr i åerne.

Det gælder mindre udledning kvælstof og fosfor til vandmiljøet:
- nye vådområder, randzoner og krav om anvendelsen af efterafgrøder i landbruget.
- ca. 6.600 tons mindre kvælstof og ca. 51 tons mindre fosfor i vandmiljøet (incl. effekterne af spildevandsrensning).

Det gælder spildevandsindsats:
- forbedret spildevandsrensning for ca. 35.000 ukloakerede ejendomme i spredt bebyggelse.
- indsatser overfor ca. 250 overløbsbygværker, hvor forurenet kloakvand løber over ved kraftig regn.
- forbedret spildevandsrensning på 26 utidssvarende renseanlæg.

### Vandområdeplaner 2015-2021
Vandområdeplanerne for anden planperiode er baseret på en opdatering og videreførelse af vandplanerne for første planperiode og gælder fra 2015-2021. Forud for udarbejdelsen af vandområdeplaner 2015-2021 er derfor gennemført en basisanalyse, skal skulle skabe grundlaget for overvågningsprogram, miljømål, indsatsprogram og vandområdeplan i den nye planperiode. Udkastet til vandområdeplanerne 2015-2021 var i 6 måneders offentlig høring fra december 2014 til juni 2015. Styrelsen for Vand- og Naturforvaltning modtog i den forbindelse ca. 7.000 høringssvar fra myndigheder, organisationer, virksomheder og borgere primært omhandlende vandløbs- og kvælstofområdet i planudkastene.
I planperioden er gennemført indsatser til nedbringelse af udledningerne af kvælstof og fosfor til fjorde, kystvande og søer og indsatser til forbedring og sikring af grundvandet. Dette er bl.a. sket ved etablering af vådområder, minivådområder, krav om efterafgrøder, udtagning af landbrugsjord og skovrejsning. På vandløbsområdet er der gennemført ca. 1.500 projekter til forbedring af vandløbenes fysiske forhold frem til 2021. Projekterne omfatter alt fra genslyngning af vandløb, åbning af rørlagte strækninger, fjernelse af fysiske spærringer, så fisk igen kan passere, udlægning af gydegrus og plantning af træer på vandløbsskrænterne. Det er også foretaget restaurering af søer og gennemført en omfattende spildevandsindsats. I relation til spildevand er der samlet set i de to første vandplanperioder gennemført indsatser overfor 26 renseanlæg, ca. 600 regnbetingede overløb og over 40.000 ukloakerede ejendomme i det åbne land.

### Vandområdeplaner 2021-2027
Arbejdsprogrammet for vandområdeplaner 2021-2027 har været fremlagt i offentlig høring i 6 måneder fra den 22. december 2018 til den 21. juni 2019. Efterfølgende er arbejdsprogrammet revideret med baggrund i de indkomne høringssvar.
Forslag til Vandområdeplaner 2021-2027 blev offentliggjort i december 2021, og er i offentlig høring frem til den 22. juni 2022.
Vandområdeplanernes tredje periode skal fortsætte det stærkt forsinkede arbejde med at sikre vandrammedirektivets formål at alt vand opnår ”god tilstand”. Der er meget at tage fat på: Af de 986 søer i de nye vandplaner er kun fem i både god økologisk og god kemisk tilstand. Af de 18.500 kilometer vandløb der indgår i de nye vandplaner er kun omkring 5.000 kilometer i dag (2021) i god økologisk tilstand. Kun fem ud af 109 kystvande er i god økologisk tilstand. Planen for tredje periode tager dog forbehold for at målene nås i 2027, og nævner f.eks at  ca. 56% af søerne er i risiko for ikke at nå målet om god tilstand i 2027.

## Iværksættelse
Efter vedtagelse og udsendelse af vandplanen udarbejder hver kommune en handleplan for, hvordan kommunen vil realisere vandplanen og indsatsprogrammet inden for kommunens geografiske område på
land og de tilstødende kystvande, som grænser op til hovedvandoplandet.
Planerne skal vedtages i kommunerne senest 1 år efter, at vandplanerne er offentliggjort. Herefter skal kommunerne sætte handling bag planerne.
Vandplanens mål nås dels ved den generelle statslige regulering, dels ved indsatser iværksat
af kommunerne.

## Vandplanerne
Vandplanerne er fordelt i fire vanddistrikter (2009-2015)/vandområdedistrikter (2015-2021, 2021-2027):

Vandområdedistrikt I – Jylland og Fyn
- Vandplan 1.1 Nordlige Kattegat, Skagerrak[16]
- Vandplan 1.2 Limfjorden[17]
- Vandplan 1.3 Mariager Fjord[18]
- Vandplan 1.4 Nissum Fjord[19]
- Vandplan 1.5 Randers Fjord[20]
- Vandplan 1.6 Djursland[21]
- Vandplan 1.7 Århus Bugt[22]
- Vandplan 1.8 Ringkøbing Fjord[23]
- Vandplan 1.9 Horsens Fjord[24]
- Vandplan 1.10 Vadehavet[25]
- Vandplan 1.11 Lillebælt/Jylland[26]
- Vandplan 1.12 Lillebælt/Fyn[27]
- Vandplan 1.13 Odense Fjord[28]
- Vandplan 1.14 Storebælt[29]
- Vandplan 1.15 Det Sydfynske Øhav[30]

Vandområdedistrikt II – Sjælland
- Vandplan 2.1 Kalundborg[31]
- Vandplan 2.2 Isefjord og Roskilde Fjord[32]
- Vandplan 2.3 Øresund[33]
- Vandplan 2.4 Køge Bugt[34]
- Vandplan 2.5 Smålandsfarvandet[35]
- Vandplan 2.6 Østersøen[36]

Vandområdedistrikt III – Bornholm
- Vandplan 3.1 Bornholm[37]

Vandområdedistrikt IV – Internationalt vanddistrikt
- Vandplan 4.1 Kruså-Vidå[38]

## Eksterne kilder og henvisninger
- Om vandplanerne Arkiveret 18. november 2017 hos  Wayback Machine på Miljøstyrelsens websider.
- Bekendtgørelse om miljømål for overfladevandområder og grundvandsforekomster af 11. april 2019.
- Bekendtgørelse om indsatsprogrammer for vandområdedistrikter af 11. april 2019.
- Bekendtgørelse af lov om vandplanlægning af 26.januar 2017.
- Bekendtgørelse om fastlæggelse af miljømål for vandløb, søer, overgangsvande, kystvande og grundvand af 19. maj 2016.
- Bekendtgørelse om overvågning af overfladevand, grundvand, beskyttede områder og om naturovervågning i internationale naturbeskyttelsesområder mv. af 27. juni 2016.
- Bekendtgørelse om indholdet af vandområdeplaner 27. juni af 2016.
- Bekendtgørelse om basisanalyser af 27. juni 2016.
- Bekendtgørelse om vandområdedistrikter og hovedvandoplande af 7. februar 2014.